# Košarkaški klub Belišće
Il  K.K. Belišće è una squadra di pallacanestro croata della città di Belišće.

## Storia
Il club è stato fondato il 13 marzo 1974 sotto il nome di Omladinski košarkaški klub Belišće (abbreviato in OKK Belišće). Il primo presidente del club fu Vladimir Vitner.